# The Night Before (2015)
The Night Before is een Amerikaanse komische kerstfilm uit 2015 van Jonathan Levine met in de hoofdrollen onder meer Joseph Gordon-Levitt, Seth Rogen en Anthony Mackie.

## Verhaal
Sinds 2001, toen zijn ouders verongelukten, houdt Ethan (Joseph Gordon-Levitt) elk jaar op Kerstavond een wild feest met zijn beste vrienden Isaac (Seth Rogen) en Chris (Anthony Mackie). In 2008 komen ze erachter dat er jaarlijks een spectaculair geheim feest plaatsvindt onder de naam "Nutcracker Ball", maar ze slagen er nooit in om de locatie te achterhalen. In 2015, wanneer Chris een succesvolle footballer is geworden en Isaac en zijn vrouw hun eerste kind verwachten, overwegen ze te stoppen met hun traditie, maar Ethan, die ploetert om een muzikale carrière van te grond te krijgen, is daar eigenlijk nog niet klaar voor.
Op Kerstavond weet Ethan drie kaartjes voor het bal te stelen. Een belletje naar het telefoonnummer dat erop staat, wijst uit dat de locatie om tien uur 's avonds bekend wordt gemaakt. Al voor ze het feest weten te bereiken gebeurt er echter het nodige: ze komen Ethans ex-vriendin Diana (Lizzy Caplan) tegen, de bij hun oude dealer Mr. Green (Michael Shannon) bestelde drugs vallen niet helemaal goed en Isaacs telefoon raakt zoek.

## Rolverdeling
| Acteur               | Personage       | Opmerkingen                          |
| -------------------- | --------------- | ------------------------------------ |
| Joseph Gordon-Levitt | Ethan Miller    | hotelmedewerker en beginnend musicus |
| Seth Rogen           | Isaac Greenberg | vriend van Ethan                     |
| Anthony Mackie       | Chris Roberts   | vriend van Ethan                     |
| Michael Shannon      | Mr. Green       | drugsdealer                          |
| Lizzy Caplan         | Diana           | Ethans ex-vriendin                   |
| Jillian Bell         | Betsy           | Isaacs vrouw                         |
| Lorraine Toussaint   | Mrs. Roberts    | Chris' moeder                        |
| Ilana Glazer         | Rebecca         | dievegge                             |
| Mindy Kaling         | Sarah           | vriendin van Diana                   |
| James Franco         | zichzelf        |                                      |
| Miley Cyrus          | zichzelf        |                                      |
| Baron Davis          | zichzelf        |                                      |

## A Christmas Carol
Onder invloed van Mr. Greens drugs krijgen Chris, Isaac en Ethan visioenen van respectievelijk heden, toekomst en verleden, een verwijzing naar Dickens' A Christmas Carol.

## Productie
Voor deze film werden opnamen gemaakt in onder meer New York.